# 依田光正
依田 光正（よだ みつまさ、1977年8月7日 - ）は、東京都出身の元サッカー選手、サッカー指導者。ポジションはDF。

## 来歴
帝京高校では、1学年上には熱田眞、同級生には松波和幸（松波正信の弟）、留学生の吉成大 と江田広（共にペルー人）、2学年下には中田浩二、木島良輔がいた。
2004年にモンテディオ山形よりザスパ草津（現：ザスパクサツ群馬）に加入。主に右サイドバックとして、13試合に出場。2004年、翌年のJ2リーグ参戦が決定していた草津において、その年に行われた天皇杯・5回戦の横浜F・マリノス戦においてVゴールを決め、その年の年間王者を破る大金星に貢献した。2006年オフに戦力外通告を受ける。
2007年からは群馬の育成スタッフとなり、若い世代を育てる一方でサッカー中継の解説も務めた。2010年からはトップチームのコーチを務めている。
2016年から名古屋グランパスエイトU-18コーチに就任。また、同年にJFA 公認S級コーチのライセンスを取得した。
2018年、FC町田ゼルビアのコーチに就任。
2019年、水戸ホーリーホックのヘッドコーチに就任。
2021年、ガンバ大阪のコーチに就任。
2021年12月27日、福島ユナイテッドFCのヘッドコーチに就任。
2023年7月12日、服部年宏の退任に伴い、暫定監督に就任。同月18日、正式に監督に就任した。
2023年シーズンを持って福島の監督を退任。2024年からは清水エスパルスのコーチに就任。

## 所属クラブ
- 1993年 - 1995年 帝京高校
- 1996年 - 1999年 帝京大学
- 2000年 - 2003年 モンテディオ山形
- 2004年 - 2006年 ザスパ草津

## 個人成績
| 国内大会個人成績 | 国内大会個人成績 | 国内大会個人成績 | 国内大会個人成績 | 国内大会個人成績 | 国内大会個人成績 | 国内大会個人成績 | 国内大会個人成績 | 国内大会個人成績 | 国内大会個人成績 | 国内大会個人成績 | 国内大会個人成績 |
| 年度             | クラブ           | 背番号           | リーグ           | リーグ戦         | リーグ戦         | リーグ杯         | リーグ杯         | オープン杯       | オープン杯       | 期間通算         | 期間通算         |
| 年度             | クラブ           | 背番号           | リーグ           | 出場             | 得点             | 出場             | 得点             | 出場             | 得点             | 出場             | 得点             |
| 日本             | 日本             | 日本             | 日本             | リーグ戦         | リーグ戦         | リーグ杯         | リーグ杯         | 天皇杯           | 天皇杯           | 期間通算         | 期間通算         |
| ---------------- | ---------------- | ---------------- | ---------------- | ---------------- | ---------------- | ---------------- | ---------------- | ---------------- | ---------------- | ---------------- | ---------------- |
| 2000             | 山形             | 23               | J2               | 8                | 0                | 0                | 0                | 0                | 0                | 8                | 0                |
| 2001             | 山形             | 23               | J2               | 3                | 0                | 0                | 0                | 1                | 0                | 4                | 0                |
| 2002             | 山形             | 23               | J2               | 19               | 0                | -                | -                | 1                | 0                | 20               | 0                |
| 2003             | 山形             | 22               | J2               | 12               | 0                | -                | -                | 1                | 0                | 13               | 0                |
| 2004             | 草津             | 4                | JFL              | 13               | 0                | -                | -                | 5                | 2                | 18               | 2                |
| 2005             | 草津             | 4                | J2               | 18               | 0                | -                | -                | 1                | 0                | 19               | 0                |
| 2006             | 草津             | 3                | J2               | 14               | 0                | -                | -                | 0                | 0                | 14               | 0                |
| 通算             | 日本             | 日本             | J2               | 74               | 0                | 0                | 0                | 4                | 0                | 78               | 0                |
| 通算             | 日本             | 日本             | JFL              | 13               | 0                | -                | -                | 5                | 2                | 18               | 2                |
| 総通算           | 総通算           | 総通算           | 総通算           | 87               | 0                | 0                | 0                | 9                | 2                | 96               | 2                |

- Jリーグ初出場 - 2000年8月12日 J2第28節 vsアルビレックス新潟（山形県総合運動公園陸上競技場）
- 公式戦初得点 - 2004年9月26日 天皇杯2回戦 vs松任FC（金沢市民サッカー場）

## 指導歴
- 2007年 - 2015年 ザスパ草津/ザスパクサツ群馬
  - 2007年 スクールコーチ　
  - 2008年 - 2009年 U-15 監督　
  - 2010年 - 2015年 トップチーム コーチ
- 2016年 - 2017年 名古屋グランパスエイト
  - 2016年 U-18 コーチ
  - 2017年 U-15 コーチ
- 2018年 - 2019年 FC町田ゼルビア コーチ
- 2020年 水戸ホーリーホック ヘッドコーチ
- 2021年 ガンバ大阪 コーチ
- 2022年 - 2023年 福島ユナイテッドFC
  - 2022年 - 2023年7月 トップチーム ヘッドコーチ
  - 2023年7月 - 同年12月 トップチーム 監督
- 2024年 - 清水エスパルス コーチ

## 監督成績
| 年度 | 所属 | クラブ | リーグ戦 | リーグ戦 | リーグ戦 | リーグ戦 | リーグ戦 | リーグ戦 | カップ戦       | カップ戦 |
| 年度 | 所属 | クラブ | 順位     | 勝点     | 試合     | 勝       | 分       | 敗       | ルヴァンカップ | 天皇杯   |
| ---- | ---- | ------ | -------- | -------- | -------- | -------- | -------- | -------- | -------------- | -------- |
| 2023 | J3   | 福島   | 15位     | 32       | 21       | 8        | 8        | 5        | -              | -        |

- 2023年は7月より指揮。